# Hossein Noori Hamedani

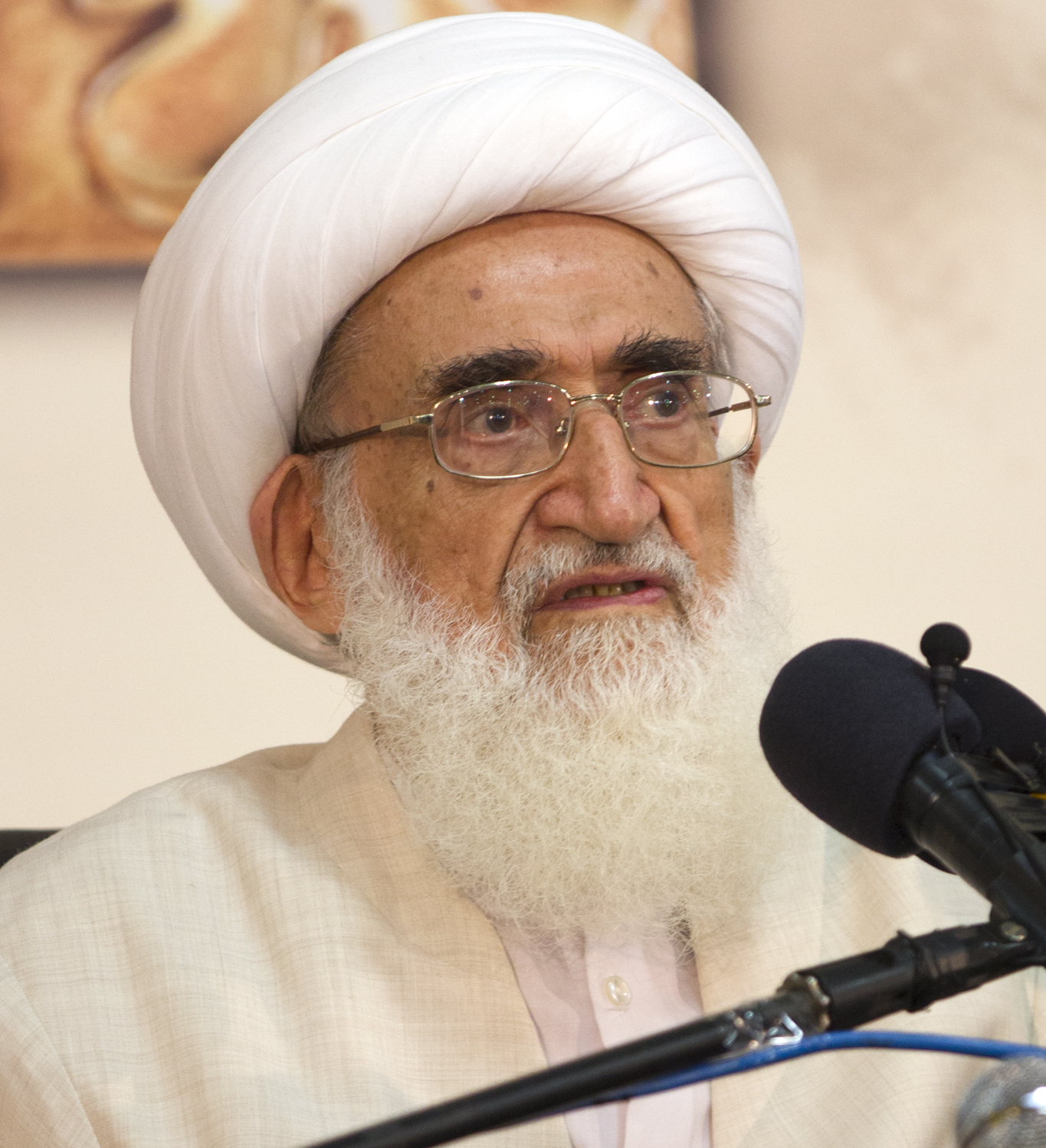
Hossein Noori Hamedani (2017)

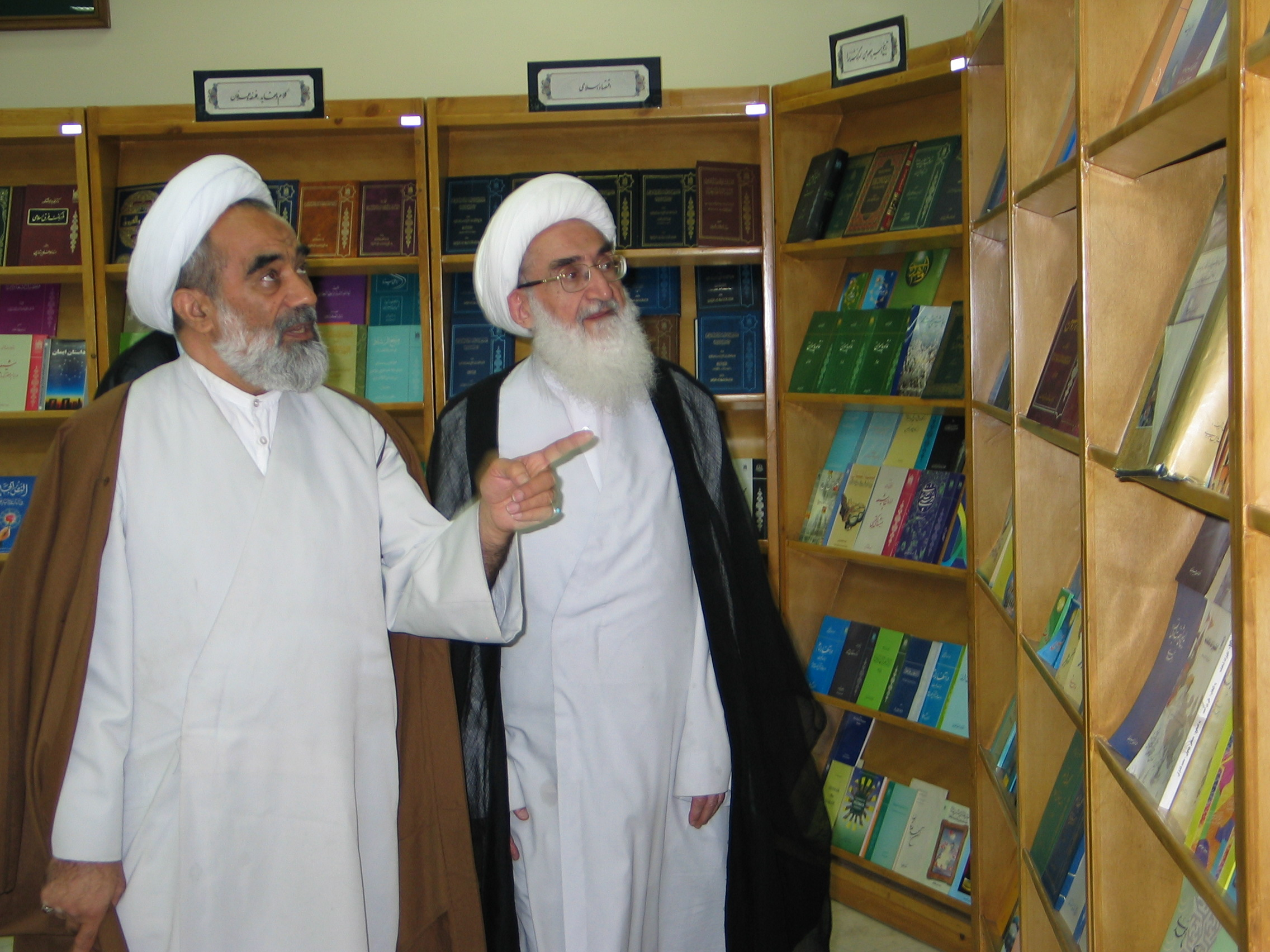
Hamedani (rechts) mit Ali-Akbar Elahi

Hossein Noori Hamedani oder Hossein Nuri Hamedani (persisch حسين نورى همدانى; * 21. März 1925 (1. Farwardin 1304 nach dem iranischen Kalender) in Hamadan) ist ein Großajatollah, der zu den religiös-politischen Hardlinern der schiitischen Gelehrten im Iran gerechnet wird. Er zählte zu den Unterstützern des Präsidenten Mahmud Ahmadinedschad, der wiederum als sein Anhänger auf religiösem Gebiet gelten kann.

## Herkunft
Hossein Noori Hamedani wurde 1926 als Sohn des Hodschatoleslam Ibrahim Noori Hamedani in Hamadan geboren.

## Fatwas und Ansichten
In einem undatierten Rechtsgutachten (Fatwa Nr. 2959) beantwortet Hamedani die Frage, bis zu welchem Zeitpunkt der Fatwa eines verstorbenen Rechtsgelehrten weiter gefolgt werden müsse. Hamedani kommt dabei zu dem Schluss, dass es nicht rechtmäßig sei, der Fatwa eines verstorbenen Rechtsgelehrten weiter zu folgen. Nur ein noch lebender Rechtsgelehrter könne dessen Anhängern die Erlaubnis geben, den Fatwas des Verstorbenen weiter zu folgen, falls diese nunmehr seinen Rechtsgutachten folgen wollen. Dies unter der Bedingung, dass diese Anhänger lange Zeit den Fatwas des Verstorbenen gefolgt sein müssen, und dieser ein (überaus) anerkannter Gelehrter gewesen sein muss.
Im Hinblick auf den Tod Großajatollah Montazeris, der mit einer Fatwa die gegenwärtige Regierung Ahmadinedschad für unrechtmäßig erklärt hatte, könnten sich entsprechende Zusammenhänge mit der Fatwa Nooris erkennen lassen.
Eine weitere Fatwa (Nr. 2862) schließt die Möglichkeit aus, den Hedschab zeitweise abzulegen, wenn dies für ein Studium an einer ausländischen Universität erforderlich wäre.

## Mordaufruf
Hamedani gehört zu den vier schiitischen Ajatollahs aus Ghom, die einen Mordaufruf gegen den iranischstämmigen Kölner Rapper Shahin Najafi verfasst haben. Der Aufruf war Gegenstand weltweiter Demonstrationen.